# Die Dämmerung der Steppengötter
Die Dämmerung der Steppengötter (Originaltitel: Muzgu i perëndive të stepës) ist ein im Jahr 1978 auf Albanisch erschienener Roman von Ismail Kadare (1936–2024). Sujet des Buches ist sein Aufenthalt im berühmten Maxim-Gorki-Literaturinstitut in Moskau und die Hetzkampagne gegen den Nobelpreisträger Boris Pasternak im Jahr 1958.
Die Erstausgabe war Teil des Sammelbands „Ura me tri harqe“ die drei weitere neue Werke beinhaltete. Vorab war das erste Kapitel 1972 mit dem Titel „Ein Sommer in Dubulti“ in der Literaturzeitschrift „Nëntori“ erschienen. Eine vollständige Version, die weniger von Prüderie geleitete Zensur enthielt, wurde 1981 in französischer Übersetzung in Frankreich publiziert. In Albanien erschien 1998 eine überarbeitete Fassung.

## Inhalt
Erzählt wird die Geschichte eines jungen albanischen Literaturstudenten, der in Moskau studiert. Es geht um Liebe und Abschied.

## Übersetzung
Die deutsche Übersetzung von Joachim Röhm erschien 2016 im S. Fischer Verlag.

## Ausgaben
- Ismail Kadare: Muzgu i perëndive të stepës. In: Ura me tri harqe. Naim Frashëri, Tirana 1978.
- Ismail Kadare: Le crépuscule des dieux de la steppe. Fayard, Paris 1981, ISBN 2-213-00956-2.
- Ismail Kadare: Muzgu i perëndive të stepës. Onufri, Tirana 2006.
- Ismail Kadare: Die Dämmerung der Steppengötter. Fischer-Verlag, Frankfurt am Main 2016, ISBN 978-3-10-038414-0.